# 관수금속

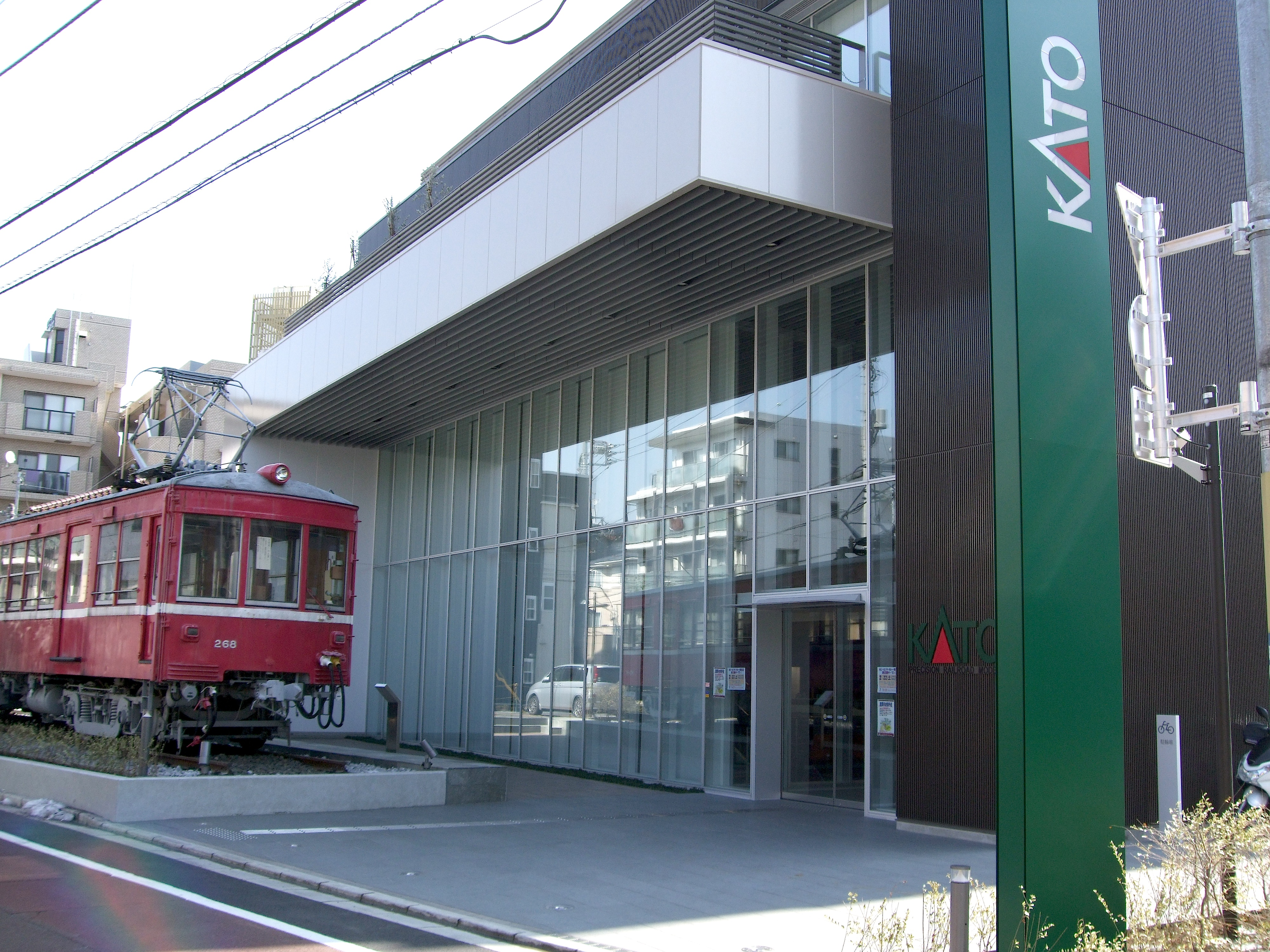
하비 센터 카토 (신 사옥)

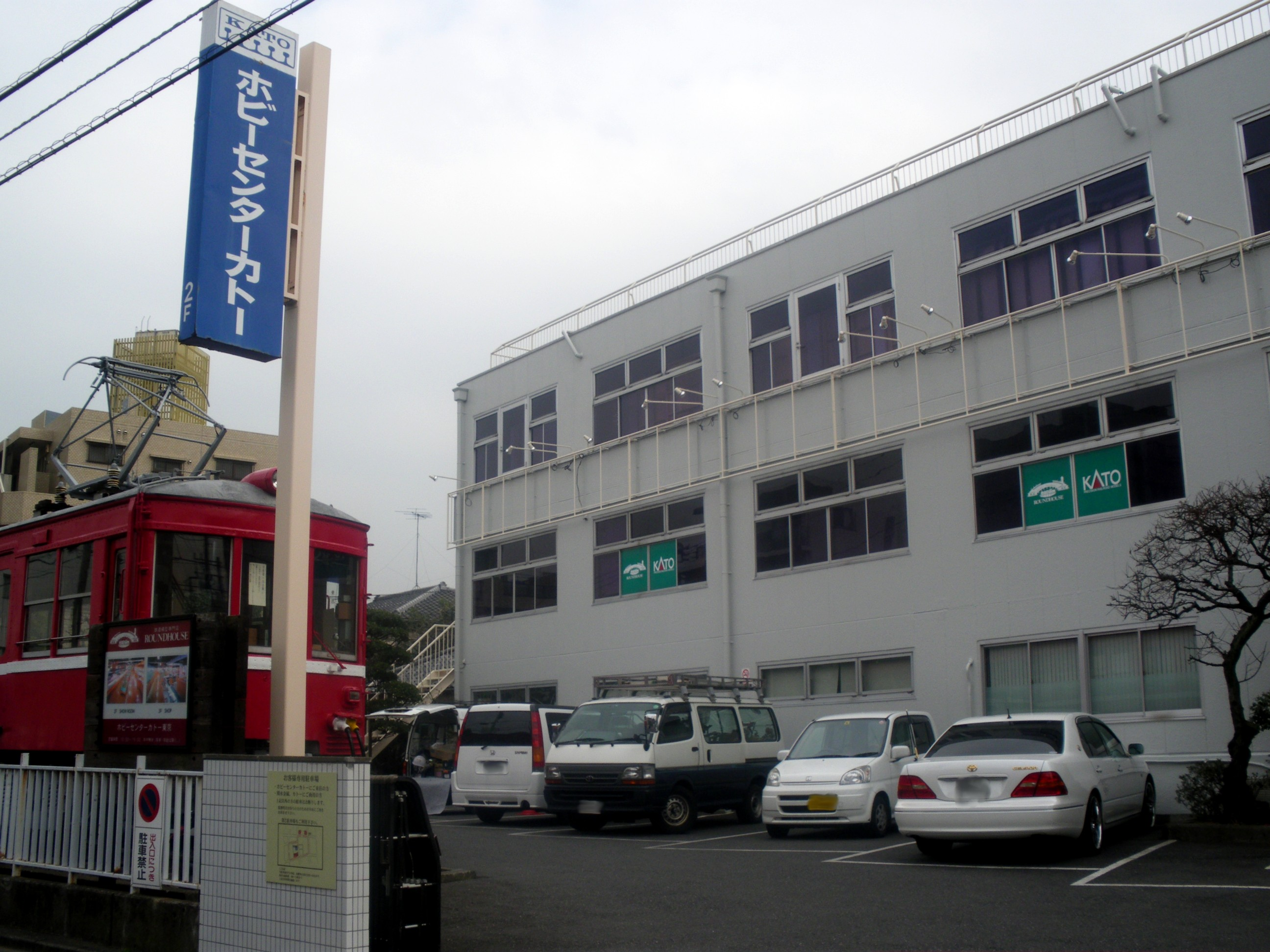
하비 센터 카토 (구 사옥)

주식회사 관수금속 (일:株式会社関水金属, せきすいきんぞく 영:Sekisui Kinzoku Co., Ltd.)은 일본의 철도모형메이커이다. 차량과 선로, 주변 건물 모형, 제어 기기 등도 취급하는 종합 메이커이다. 브랜드는 KATO, 카토이다.

## 회사 정보
1957년에 카토 유지에 의해 설립된 관수금속 조공사(関水金属彫工舎)를 전신으로 한다. 관수금속은 철도 전문이며 직류 2선식 N게이지와 HO게이지, 16번 게이지 차량, 선로, 주변 건물, 액세서리, 제어 기기 등을 제작한다. 일본 국내용 제품뿐만 아니라 해외용 제품도 생산하며, 수출은 사업의 30%를 차지한다. 일본 전용 제품은 자회사 주식회사 카토를, 미국용 제품은 현지 법인 KATO USA (KATO USA, inc.)를 통해 발매된다. 유럽용 제품은 현지 업체로부터 수주를 받아 생산하는 형태로 제작을 하고 있다.
주요 공장으로는 사이타마현 쓰루가 시마 시, 사카도 시에 두공장이 있다. 내재률이 높았던 창업 초기 때부터 자사 개발과 자체 제조에 대한 애착이 강하다.
2004년 카토 우치가 경영에서 물러나고 아들 카토 히로시를 중심으로 하는 경영체제가 확립되었다. 임원을 창업자인 카토 가문과 쿠니타케 가문이 점유하고 있어 동족 경영의 형태를 띠고 있다.
회사의 제품은 철도 모형 전문점 외에 일반 모형을 취급하는 매장에서도 판매되고 있다. 계열사인 "주식회사 하비 센터 카토"가 도쿄(본사 빌딩)와 교토에서 직영 매장을 운영하고 있으며 하비 센터 카토에 의해 인터넷 판매도 이루어지고 있다.
사카도 시 공장의 부지 내에는 국철 EF65형 전기 기관차의 선두부분이 전시되어있으며 이 모형이 하비 센터 카토에서 발매되었다. (2013년 12월)

## 연혁
창업에서 N게이지 제조까지
카토 우치는 1949년 교통박물관에서 열린 철도모형 대회에 HO게이지 차량이 입상한 것을 계기로 본가의 카토 금속 (세타 가야)에서 독립적으로1957년 8월, 도쿄 분쿄 구 스이도 정에 철도 모형용 금속 부품 공장을 세우고 지명에서 따와 "관수금속 조공사"라 이름 짓는다. 초기에는 단조 공정과 HO게이지의 대차 프레임 등의 부품을 제작해 타사 (아틀라스 공업, 텐쇼도, 카와이 모델, 카츠미 모형점, 츠보미도, 아카네, 토비)에 OEM형태로 납품을 했다.
카토는 1960년대 초반, 보급형 철도 모형 양산을 계획하고 소형 철도 모형 구상, 개발에 착수했다. 당초 TT 게이지 (1/110・12mm 게이지)의 C50 증기 기관차 모형을 시험 제작했으나 철도 모형 취미 잡지 (TMS)의 주필이었던 야마자키 키요 (山崎喜陽)의 조언으로 1964년 N 게이지로 전향, 철도 모형 완제품 분야로의 진출을 공식적으로 발표했다. 이듬해 일본 국내 최초의 사출 성형으로 제작된 플라스틱 모형인 N 게이지 국철 C50형 증기 기관차와 오하 31형 객차가 출시되었다. 당시에는 소형 모형에 적합한 모터나 나사등의 부품이 없어 공작기계도 미정비된 상태였으나 독자적 설비와 지속적 기술 개발 노력으로 모형을 제작했다.
연보
- 1957년 8월: "유한회사 관수금속 조공사" 창업
- 1963년: 9mm 게이지 (N 게이지)크기의 철도 모형 개발 시작
- 1965년: 일본 최초의 N 게이지 모형 C50형 증기기관차, 오하 31형 객차 발매
- 1966년: 103계 전동차, 고정식 선로 발매
- 1967년 3월: "유한회사 관수금속"으로 개칭
- 1968년: 뉘른베르크에서 N 게이지 커플러 규격의 국제 단일화 시도, ALCE PA 발매
- 1969년: 자사 제품의 커플러를 전미 철도 모형 협회의 타입 (X2F)에서 아놀드 커플러 (라피드 커플러)로 변경
- 1975년: 획기적 구조의 키하 82계 디젤 동차 (초기형) 발매
- 1977년 7월: "주식회사 관수금속"으로 변경, 다카다노바바에 하비 센터 (전시관) 개설
- 1980년: 영업 부문을 분리, 주식회사 카토 설립, 유니트랙 발매
- 1986년: HO 게이지, 16번 게이지 (차량, 선로)에 진출, 일본 국내 최초 제품은 TR23 대차[6], 미국 법인 KATO USA 출범
- 1987년: KATO의 새로운 브랜드 로고를 제정
- 1989년: 플라이휠을 탑재한 EF81형 전기 기관차, 유니트랙이 굿 디자인 상을 수상
- 1997년: 쓰루마 시마 시에 새로운 금형 공장 준공
- 2003년: 사이쿄 선에서 KATO TRAIN을 운행
- 2005년: 구조를 대폭 개편한 키하 82계 디젤 동차 (2기형) 발매
- 2007년: "KATO N 게이지 자료실- 철도 모형 3000량의 세계" (KATO Nゲージ アーカイブス -鉄道模型3000両の世界-) 발간
- 2009년: 유니트램 발매

## 제품
차량, 선로, 주변 건물 모형, 액세서리, 제어 기기 등을 제작, 판매하고 있다.
제품 대부분이 사출 성형 방식의 플라스틱 모형이며, 동력차에는 일부 금속 부품이 사용된다.

### 차량
가장 주력하고 있는 분야. 기본적으로 자사에서 설계, 정밀 금형 가공 기술이 사용되고 제조에서 도장, 조립까지 자사에서 이루어진다. 1980년대 후반 아직 보급 중이었던 CAD와 CAM을 이용해 고품질의 제품을 생산했다. 1990년대 이후 설계된 제품은 플라이휠, KATO 커플러, 서스펜션 기구, 디지털 명령 제어 (DDC) 프렌들리 등 새로운 기술을 도입하고 있다. (특수 장비 문단 참고)
판매 형태로는 1량이 들어있는 단품 케이스와 실제 편성과 비슷하게 구성하는데 필요한 차량들이 들어있는 세트 케이스 두 형태가 있다.
이전에는 도색 키트 형태의 제품 (N 게이지 게이큐 800형 등)이나 도색이 되지 않은 제품 (16번 게이지 국철 키하 65형 등)도 존재 했지만, 현재는 도색이 끝난 완성품만 판매되고 있다. 차량 위의 기기와 행선지 표시 등 씰 부착도 선택식으로 되어있었지만, 2000년 이후부터 모든 부품이 장착되고 행선지 표시도 인쇄된 상태로 발매되는 제품이 늘어나고 있다. 차량 번호 표기는 모형 자체에 인쇄된 것, 씰이 첨부되어 구매자가 원하는 번호를 부착할 수 있는 것, 블록 형태의 선택식 부품이 포함되어 있는 것 등이 있다.
차량을 구성하는 부품 일부를 여분용으로 "ASSY 파트"라는 이름으로 판매하고 있다. 하지만 최근 공통 부품 (커플러, 집전기 등)을 제외하고 예약 방식의 주문 생산으로 변경되었다.
일본형 차량
N 게이지
일본형 N 게이지는 카토 우치가 소형 철도 모형으로의 사업을 계획할 때 철도 모형 취미의 주필인 야마자키 키요의 조언에 따라 모형의 크기를 축척 1/150, 9mm의 궤간으로 정하면서 시작되었다. 1965년 C50형 증기 기관차와 오하 31계 객차를 발매한 이후 신제품과 이전 제품의 재생산을 실시해 왔다. 카탈로그를 봐도 일본국유철도시대부터 현재 JR의 차량까지 다방면의 제품이 있음을 알 수 있다. 그러나 사철의 차량은 경쟁사에 비해 적은편이다. JR 화물의 신형 전기 기관차 모형이 양산화에 이르지 못해 현재 EF500형과 ED500형 전기 기관차의 모형을 제외한 기관차 모형을 망라하고 있다.
일본형 N 게이지 증기 기관차 모형 중에는 N 게이지의 축척인 1/150을 약간 넘는 1/140 크기의 모형이 많다. 이는 과거 모형 증기 기관차 내부에 맞는 소형 모터가 존재하지 않고 운전실 내부에 모터를 내기 위해서였다. 이때문에 다른 기관차와 화차 모형들도 기준보다 큰 크기로 제작되었다. 2007년에 재발매된 국철 C62형 증기 기관차는 처음으로 1/150의 크기로 발매된 증기 기관차 모형이다.
일본국유철도의 기관차, 객차 등의 모형중 오래된 제품에는 차량 소속 표기가 관 (関, 관수금속, 関水金属)이라 표기된 제품이 있었으나 최근 발매되는 제품 (재발매 포함)에는 실제 소속 표기로 되어 있다.
차량 케이스에는 1량씩 넣을 수 있는 "단품 케이스"와 여러 차량을 넣을 수 있는 "북 케이스"가 있다. 단품 케이스는 플라스틱으로 되어있고 차량의 모양에 맞게 만들어진 플라스틱 완충제가 들어 있다. 케이스의 상하면에는 고정을 위해 튀어나온 부분이 있으며 일부를 제외한 케이스는 사이즈가 모두 동일하다. 북 케이스는 제품에 따라 4량에서 8량이 수납 가능하다. 단품 케이스 중 증기 기관차 케이스만 상단의 카토 로고가 빨간색이며 이외의 제품 케이스는 로고가 파란색이다.
HO 게이지 (16번 게이지)
제품에는 HO 게이지로 표기되어 있으나, 축척 1/80, 궤간 16.5mm로 일본형 16번 게이지를 사용하고 있다. 국철 시기의 기관차, 화차 등을 내고 있지만, 경쟁사에 비해 차량 종류는 적다. 사철의 차량으로는 긴테쓰 어번라이너뿐이다. 차종은 적지만, 국철 D51형 증기 기관차처럼 타사와 달리 실린더 구조를 급곡선에 적용시키는 등 회사의 기술을 볼 수 있다.
차량 케이스는 단품 케이스와 세트 케이스로 나뉘며 단품 케이스는 종이 제질이며 내부에 차량 모양에 맞는 스티로폼 완충제가 있다. 여러 차량을 수납할 수 있는 케이스는 플라스틱 가방형태로 3량까지 수납이 가능하다. 가방형 케이스에는 내부에 완충제가 없고 단품 케이스의 스티로폼 완충제를 그대로 사용한다.
수출용 차량
미국에 HO 게이지와 N 게이지를 수출하고 있다. 일본 국외에서도 높은 평가를 받고 있으며 철도 모형 회사가 많은 유럽에서도 TGV와 탈리스 모형 등에서 높은 평가를 받고 있다. 미국에서도 초판 판매량이 출시 몇 개월 만에 매진될 정도이며 인기있고 재발매까지의 주기가 긴 제품은 판매가격보다 높은 가격에 거래되기도 한다.

#### 특수 제품
일반 판매품 외에 일본형 N게이지 중 특수한 제품이 존재한다.

##### 특별 기획 제품
KATO 제품에 색상 변화를 적용한 제품으로 금형이 같은 제품에 "〇〇타입"이란 이름으로 출시되는 것이 많다. 특별 기획품으로 판매된 제품도 이후에 통상 일반판으로 재생산된 제품도 있다. 통산 판매품과 공통인 부품을 제외하고 여분용 부품 (Assy)은 판매하지 않는다.
한정판으로 분류되진 않았으나 2014년 4월에 "E2계 도호쿠 신칸센 하야테 전선복구 1번 열차"라는 이름으로 2011년 4월 29일 도쿄역 6시 40분 출발편성 "하야테 115호"에 투입된 E2계 1000번대 J59 편성이 제품화되었다. 선두 차량에 부착되었던 부흥 추진 캠페인 스티커도 재현되었다. 이 모형은 한정 수량만 제작되었으며 수익금의 일부가 일본적십자사를 통해 동일본 대지진의 피해 지역에 기부 되었다.

##### 레전드 컬렉션
2005년부터 철도 역사를 말하는데 있어 신기원이라 할 수 있는 쇼와 시대의 유명 열차를 중심으로 "레전드 컬렉션" (レジェンドコレクション)을 발매하고 있다.
레전드 컬렉션으로 발매된 제품은 다음과 같다.
1. 101계 주오 쾌속선 10량 세트
2. 151계 고다마 12량 세트
3. 긴테쓰 10100계 비스타카 6량 세트
4. 키하 81계 하츠카리 9량 세트
5. 381계 시나노 9량 세트
6. 581계 겟코 12량 세트
7. 오다큐 3100형 11량 세트
8. 711계 0번대 9량

##### 베스트 셀렉션
"시작하지 않겠습니까, 철도모형" (はじめませんか、鉄道模型)이라는 캐치 프레이즈를 내걸고 일반인에게 잘 알려진 차량들을 중심으로 10차종 정도를 "베스트 셀렉션" (ベストセレクション)으로 지정해 3량 세트 또는 4량 세트를 지속적으로 생산하고 있다. 베스트 셀렉션 페이지 (일본어)
- 700계 신칸센 노조미
- N700계 신칸센 노조미
- 500계 신칸센 노조미
- E4계 신칸센 Max
- E5계 신칸센 하야부사
- 카시오페아
- C57 SL 반에츠 모노가타리
- E231계 야마노테선
- E231계 도카이도 선 쇼난 신주쿠 라인
- E231계 조반 쾌속선
- E531계 조반선
- E233계 주오선
- E233계 게이힌 도호쿠 선
- E217계 요코스카선 소부선
- E259계 나리타 익스프레스
- 223계 JR 교토선
- 화물 열차 세트
- M250계
- 113계 쇼난 전철
- 113계 요코스카 색

#### 특수 장비
새로운 장치의 개발에 의욕적이고, 부가가치가 높은 장비를 판매하고 있다. 일본 국내 뿐만 아니라 해외 제품과도 차별화를 두기 위해 노력하고 있다.
커플러
- KATO 커플러 (N 게이지, HO 게이지)

기존 N 게이지에 사용되던 아놀드 커플러가 실감적이지 않았기 때문에 새롭게 개발된 것이다. 아놀드 커플러 차량에 비해 차량간 연결 간격이 좁아 실감적이다. 자동 커플러 형태와 밀착 커플러 형태 등 다양한 유형의 커플러를 개발, 판매하고 있다. 밀착 커플러 차량 중 차체에 장착 구조 (차체 마운트)인 "신축 밀연형"을 탑재한 차량은 더욱 실감적인 연결부 재현이 가능하다. 이전과 달리 대차에 직접 커플러가 설치되어 표현할 수 없었던 차체의 기기류를 표현 가능하다.
HO 게이지의 차량에도 N 게이지와 같은 구조의 커플러가 사용되고 있다.
- KATO 너클 커플러 (N 게이지)

위에 서술한 KATO 커플러중 자동 연결기는 아놀드 커플러보다 사실적이었으나 실제 커플러에는 미치지 못했고, 관수금속의 대리점이었던 마이크로 트레인즈의 마그네틱 커플러 (KD 커플러)처럼 선로의 자석 등으로 자동 분리가 되지 않았다. 이를 해결하기 위해 새로 개발된 것이 너클 커플러이다. 실제 커플러와 비슷한 외관과 자동 연결, 분리 기능을 갖추었다. 너클 커플러는 외국용 제품부터 순차적으로 사용되었다. 후에 자동 개방에 필요한 트립 핀을 제거한 커플러가 일본용 제품에 사용되었으며, 현재는 KATO 커플러로 바뀌어 표준 커플러로 기관차 등에 사용되고 있다. KATO 커플러 자동 연결형이나 마그네틱 커플러와 연결이 가능하다.
- KATO 커플러 신축 밀연 자동형 (N 게이지)

기존의 KATO 커플러 자동 연결형과 너클 커플러와 달리 자동 연결, 분리는 불가능하지만 실제 커플러와 매우 흡사한 모습과 크기를 재현한 것. 대차가 아닌 차체에 장착되며, KATO 커플러 자동 연결형과 너클 커플러와 연결은 불가능하기 때문에 고정 편성 객차나 특급형 디젤 동차의 중간 연결부에 사용되었다. "신축 밀연형"보다 더 차체간 간격이 좁아 실감적 연결을 할 수 있다. 다른 종류의 커플러를 가진 차량과 연결하려면 연결기 자체를 부속 또는 별도 판매의 형식으로 구입해 너클 커플러 또는 아놀드 커플러로 교환해야 한다.
- 오픈 노즈 커플러 (N 게이지, HO 게이지)

도호쿠 신칸센 차량의 선두부 커플러의 구조를 재현한 연결기. 연결, 분리 작업을 선로에서 수행할 수 없다.
- 다어어 프램 커플러 (N 게이지)

신칸센 차량 (0계, 200계 등, 아래 "KATO 다이어 프램 커플러" 채용 차량은 제외)의 객차 중간 연결부에 채용된 커플러. 연결막이 연결되는 기능이 있다.
- KATO 다이어 프램 커플러 (N 게이지)

E3계의 중간 연결부에 사용되고 있다. 재래선용 KATO 커플러와 덮개 프레임을 일체화한 구조이다. E5계, E6계에 사용된 것은 중앙부로 돌아가기 위한 스프링이 내장되어 있다
주행 기구
- 진자 기구, 차체 경사 기구 (N 게이지, HO 게이지)

E351계 전동차에서 사용되었다. 곡선 선로에서 차체를 안쪽으로 기울여 플라이 슈만의 제품과는 틸팅 방식이 다르다. 모형의 실제 차량 차종에 따라 "진자 기구" (E351계, 383계 등)와 "차체 경사 기구" (N700계, E5계 등)로 명칭이 구분된다.
- 서스펜션 기구 (N 게이지)

집전용 금속판을 판 스프링으로 사용해 대차나 차축에 하중을 가해 열차 바퀴를 선로로 눌러줘 주행 안전성을 높이는 기구. 탈선을 더욱 방지하고 선로와 바퀴의 연결을 유지해 안정적 집전을 돕는 기구이다. 최근 기관차, 객차, 화물차 등 차종을 가리지 않고 표준으로 장착된다.
- 플라이 휠 (N 게이지, HO 게이지)

모터 회전축의 관성을 저장한 뒤, 동력차에 전기가 들어오지 않을 때 추진력을 주는 기구. (웜 기어를 사용하고 있기 때문에, 타행 운전 효과는 없다.) 주행 안전성이 증가되고, 더 매끄럽고 느린 주행이 가능하다. 1989년에 처음 도입되어 2004년에 생산 중단된 제품을 제외한 모든 전기 기관차와 디젤 기관차에 적용되었다. 또한 2005년부터 전동차와 디젤 전동차에 표준적으로 적용되고 있다.
- 코로 축기구 (HO 게이지)

차축 끝 베이링 부분을 주행중 실물처럼 회전시키는 기구.
- 로우 플랜지 휠 (N 게이지)

주행용 모형이란 특성상 커지기 쉬운 차륜의 플랜지를 낮고 얇게 만들어 실제 차륜과 비슷하게 만든 것. 기본적으로 검정 니켈 도금이 되어있어 "흑염 차륜"으로 불린다. 이 차륜을 채용한 모형은 선로 상태나 무게에 따라 기존 차륜 채용 차량보다 탈선이 쉬웠기 때문에 신규 생산분은 아래 서술된 차륜으로 변경되었다. 단, DE10 등 구조상 높은 플랜지 차륜을 사용할 수 없는 차종에는 로우 플랜지 휠이나 비슷하게 낮은 플랜지 차륜이 사용되고 있다.
- 박형 차륜 (N 게이지)

위의 로우 플랜지 휠의 대안으로 도입된 차륜. 로우 플랜지 휠의 플랜지를 약간 높게 제작해 주행 안전성을 개선했다. 현재 생산되는 모형 차량에 표준으로 사용된다. 이 차륜 또한 기본적으로 검정 니켈 도금이 되어있어 "흑염 차륜"이라 불린다.
외관의 추구
- 볼 수 있는 운전실 (N 게이지)

라이트 유닛으로 LED를 사용해 소형화 하고 천장부분에 수납하는 형식으로 열차의 운전대 및 객실의 분할을 재현해 냈다. 국철 101계부터 채용되었다.
- 트레인 마크 변환 장치 (N 게이지)

라이트 유닛을 둘러싼 원통형의 투명 부품에 4~5가지 트레인 마크가 인쇄된 필름을 장착할 수 있다. 투명 부품을 회전시켜 트레인 마크를 변경할 수 있다. 일부 국철형 전철, 객차 (183계, 185계, 485계, 583계, 14계, 24계 등)에 장착되어 있다.

### 선로
걸 수 있는 플라스틱형 케이스나 종이 케이스에 수납 되어 판매된다. 9mm 게이지 진출 초기에는 고정식 선로 (도상이 없는 조립식 선로)만 판매하다 후에 도상을 가진 조립식 유니 트랙을 출시했다. 도상이 없는 플렉시블 선로를 포함해 고정식 선로는 2014년 현재에도 판매되고 있다.
- 초기 N 게이지 리레일러 (선로에 차량을 올릴 때 사용하는 도구)는 한때 9mm 게이지 철도 모형에 진출을 계획했던 소니의 제품으로, 소니의 모형 시장 진출이 중지된 후 금형을 넘겨 받아 사용했다.

#### 유니 트랙
유니 트랙(ユニトラック)은 플라스틱 도상을 가진 조립식 선로 제품의 총칭이다. 직선, 곡선, 분기 포인트 등 각종 선로가 판매중이다. 단품 판매와 세트 판매 이외에 차량과 제어 장치가 같이 판매되는 스타트 세트도 존재한다.
초반에는 N 게이지용 선로만 발매되었다. 도상은 도색을 하지 않아 밝은 갈색이었다가 유광 회색 도장으로 변경되고 밸러스트를 표현한 세세한 도색으로 리뉴얼 되었다가 현재 유광 회색으로 다시 변경되었다.
HO 게이지는 N 게이지에 비해 늦게 발매했다. 초기 레일 (+침목)과 도상 부분이 분리 가능한 구조로 발매되었는데 무거운 차량을 운행하면 선로 전체가 휘는 문제가 발생했다. 이후 N 게이지 선로처럼 레일과 도상이 일체형 구조가 되어 강도가 증가함에 따라 이러한 문제는 발생하지 않았다.
N 게이지 선로 중 도상없이 발매되었던 자사의 고정식 선로를 유니 트랙과 연결할 수 있는 조인트 선로를 발매, 판매하고 있다.
기준
N 게이지는 직선 248mm, HO 게이지는 직선 246mm가 표준 길이로 정해져 있다. 복선 선로는 두 선로간 간격이 N 게이지는 33mm, HO 게이지는 60mm가 기준이나 N 게이지용 복선 레일만 발매되었다.
- 스타터 세트 (N 게이지)

차량과 유니 트랙 선로, 제어 장치가 같이 들어있는 세트. 추가로 구입한 차량과 선로를 수납할 수 있는 "비밀 주머니"가 포함되어있다.
- 마스터 세트 (N 게이지)

스타터 세트에서 차량을 제외한 세트. M1과 M2 (M1과 V1을 합한 세트) 2가지가 있다.
- V선로 세트 시리즈 (N 게이지)

목적별로 V1~V16까지 존재. 시리즈 소개 페이지 (일본어)
- 유니 트랙 선로 세트, 마스터 플랜 세트 (HO 게이지)

선로 세트는 원형만 발매. 마스터 플랜 세트는 원+대피선이 있는 세트이다.
- 유니 조이너 (N 게이지, HO 게이지)

유니 트랙 간의 연결에 사용되는 플라스틱 부품. 원래 밝은 갈색이었으나 유니 트랙의 리뉴얼때 회색으로 변경되었다. 레일끼리 연결하는 금속 부분도 이후에 추가되었다. 타사 선로에서도 사용되고 있다.
- PlayTrack

웹 브라우저에서 실행되는 유니 트랙 선로 배치를 시뮬레이션 할 수 있는 소프트웨어이다.他社 유료 회원제 서비스였으나 2014년 현재 서비스를 종료했다.

#### 유니 트램
유니 트램(ユニトラム)은 경전철을 이용해 "미래의 도시를 그리기"라는 마을 조성을 개발 컨셉으로 N 게이지 규격의 노면 궤도 플레이트로 구성된 제품군이다. 시작 세트와 노면 궤도 플레이트 세트 (V50~V54)를 판매하고 있다.
직선부의 두 레일간 간격은 22mm로 기존 유니 트랙 선로 2개를 붙였을 때와 같아 기존 유니 트랙과 호환된다. 곡선부는 외선, 내선 모두 같은 곡률을 가지며, 외선이 바깥을 향해 있어 곡선 시작부분부터 45도 부분에서 외선과 내선 사이의 간격은 33mm가 된다.
노면 궤도 플레이트의 높이가 유니 트랙과 동일하게 설계되어있어 유니 트랙과 연결해도 높이 차이가 생기지 않는다. 그러나 유니 트랙의 복선 간격과 유니 트램의 복선 간격이 맞지 않아 기존 유니 트랙 복선과 연결하기 위해선 연결부에 간격 조정이 필요하다.

### 제어 기기
최근 미국의 디지털 트랙스사와 제휴하여 디지털 명령 제어, (DCC)를 사용 가능한 입문용 컨트롤러 D101 등을 출시했다.
DCC용 열차 수신기는 손쉽게 설치 가능하고 DCC 대응 제품도 다수 출시하고 있다. 2006년 이후 발매된 유럽용 제품은 유럽 철도 모형 표준 규격에 따르고 있다.
전통적인 직류 12볼트 제어 방식에는 파워팩, 새로운 컨트롤러 시스템 (정전압 직류 전원)이외에도 사실적 레버 조작으로 계기류가 작동하는 사다리꼴 운전 컨트롤러를 발매했다.
- 점프 포트

기존의 직류 제어 컨트롤러를 DCC 컨트롤러에 연결하는 선. 디지털 컨트롤러 D101(DCS50K)에 장착한다. 직류 전류를 변환하여 제어 신호로 인식되도록 만든 시스템.
- 사운드 제어 (미국 HO 게이지)

사운드 디코더를 내장한 차량은 주행 속도에 따라 엔진 소리가 변하는 등 사실적으로 주행할 수 있다. 스로틀을 움직이는 소리나 기적소리, 연결음 등을 자유롭게 낼 수 있다.

### 건물 액세서리
일본형 N 게이지 레이아웃을 만들기 위한 모형군. 제품을 자체 브랜드로 판매한다. 일본 국외의 제휴된 회사의 레이아웃 제품에 자사 브랜드를 납품하고 있다. HO 게이지는 사람 모형만 발매되었다.
건물
일본형 N 게이지. 역 건물이나 플랫폼 등의 철도 관련 건물 외에도 주택 등 일반 건물 등도 판매한다. 이지 키트라는 키트 형태와 완제품 형태 두 종류로 판매된다. 1970년대의 철도 시설과 거리를 재현하는 "로컬 스트럭쳐 시리즈"는 증기 기관차 디오라마에 유용하다. 일부 Heljan제품도 포함된다.
지오 타운 (ジオタウン)
판 위에 거리를 재현한 시리즈로 완제품 형태로 판매된다. 역 시설 외에도 레스토랑, 상업 빌딩, 공공 시설 등 종류는 폭 넓다. 우체통이나 자동차, 사람 모형 등 많은 액세서리도 존재한다. 일부는 중국에서 생산된다.
레이아웃 용 재료
나무나 잔디, 유니 트랙용 밸러스트 궤도를 자사가 판매하고 있다. 일부 우드랜드 시닉스 제품도 포함된다.

### 출판물
1980년 전후부터 대략 3~4년 마다 KATO 철도 모형 종합 카탈로그 (KATO 鉄道模型総合カタログ)를 발행하고 있었으나 2008년부터 공식 웹 사이트에서의 정보 제공이 강화됨에 따라 차량 모형 제품은 그해의 신규 생산 예정 모델과 재생산이 예정된 차종을 중심으로 게재하여 카탈로그를 매년 발행하기로 결정되었다. 유니 트랙과 레이아웃 용품, 제어 기기는 생산시기를 불문하고 모두 게재되고 있다. 카탈로그에 게재되지 않은 차량 모형은 KATO N 게이지 자료실- 철도 3000량의 세계 (KATO Nゲージ アーカイブス - 鉄道模型3000両の世界)로 보완하기로 정해졌다. 또 그 이전에 계간 발행 책자 KATO 뉴스 (KATOニュース)에 신제품 정보를 업데이트 했지만 2010년 이후 발행이 중지된 상태이다.
- KATO 철도 모형 종합 카탈로그 (2008년판부터 매년 발행. 2010년판부터 명칭을 KATO N 게이지・ HO 게이지 철도 모형 카탈로그(KATO Nゲージ・HOゲージ鉄道模型カタログ)로 바꿨다.)
- KATO N 게이지 자료실- 철도 3000량의 세계
- KATO NEWS (계간, 연 4회 발행, 2010년부터 휴재)
- KATO 철도 모형 레이아웃 가이드 (KATO鉄道模型レイアウトガイド)
- 유니 트랙 레이아웃 계획집 (ユニトラックレイアウトプラン集) (N 게이지)

일부 책자에서는 알파벳의 "N"을 모티브로 한 에누지로 (エヌジロー)가 마스코트이다. 말버릇은 "~인것이다엔!" (- なのだエヌ！).

## 하비 센터 카토
자사의 제품을 취급하는 전시장형 매장. 계열사인 주식회사 하비 센터 카토가 운영한다. 매장 내에는 자사 제품으로 만들어진 디오라마가 설치되어있다. 고객이 직원과 대면해 문의를 할 수 있는 창구도 운영되며 고장 제품 수리 같은 A/S도 담당한다. ASSY 부품을 구하기 쉽고 수입되는 레이아웃 용품 등도 풍부하다. 1977년 도쿄 신주쿠 다카나노바바에 개설되었던 전시실은 폐쇄된 이후 상당수가 하비 센터로 이동했다.
도쿄 점：도쿄 신주쿠 니시 오치아이 1가 24번 10호 (관수금속 사옥 1~2층) (東京都 新宿区 西落合 1丁目 24番 10号)
오사카 점：오사카 스이타시 토요츠 마치 12번 10호 (大阪府 吹田市 豊津町 12番 10号)
라운드 하우스 (ラウンドハウス, ROUND HOUSE)
하비 센터 카토의 오리지널 제품에 붙는 브랜드 이름. 하지만 대부분의 차량이 관수금속 제품과 같은 금형을 사용하기 때문에 실제 차량과 다른 부분이 있다. 이로 인해 라운드 하우스 제품은 일반 모형보다는 특별 타입 형태로 판매되고 있다. 따라서 라운드 하우스 제품은 특별 기획 상품이라 생각해도 무방하다.
KATO 커스텀 샵 (KATO CUSTOMSHOP)
최근 디지털 명령 제어 (DCC) 사용을 본격화 하면서 하비 센터에 KATO CUSTOMSHOP을 병설, 부품 설치와 도색을 유상으로 해주고 DCC 설치 상담 및 설치 서비스를 제공하고 있다.
소유 차량
도쿄 점의 부지 내에 게이큐 230형 전동차를 전시하고 있다. 차내는 공개하지 않는다.

## 같이 보기
- DCC (일본어)
- 일본 철도 모형회 (일본어) - 사옥이 건립된 2012년까지 관수금속 사옥에 사무실이 있었다.